# Wassily Hoeffding
Wassily Hoeffding (Mustamäki, 12 giugno 1914 – Chapel Hill, 28 febbraio 1991) è stato uno statistico finlandese naturalizzato statunitense, contribuì alla statistica e all'analisi numerica, ed è considerato tra i fondatori della statistica non parametrica..
Nasce a Mustamäki durante un soggiorno dei genitori che abitano nella vicina Pietroburgo. Il padre di Wassily è un economista di origine danese, la madre (cognome da nubile Wedensky) era un medico. Nel 1918 si trasferiscono in Ucraina e poi, quando Wassily ha sei anni, in Danimarca e nel 1924 a Berlino. Finite nel 1933 le superiori comincia gli studi in economia che considera troppo vaghi e affascinato dalla probabilità passa alla matematica, conseguendo il dottorato nel 1940 a Berlino con una tesi sulle misure di associazione e correlazione non parametriche, formulando il teorema di Hoeffding. 
Mentre suo padre è rinchiuso nel carcere di Potsdam da parte dei sovietici (dalla quale evaderà alcuni anni dopo) e il resto della famiglia abita ad Hannover (zona di occupazione britannica), migra nel 1946 con una parte della famiglia negli Stati Uniti, stabilendosi nel 1947 in quella che sarà la sua residenza definitiva, a Chapel Hill nella Carolina del Nord
dove comincia la carriera accademica presso la locale Università del North Carolina
(il suo stato di apolide in seguito alla fuoruscita dall'Unione Sovietica gli evita da un lato il servizio militare durante la guerra ma gli impedisce pure di accedere alla carriera accademica nella Germania nazista)
Fino a metà degli anni Sessanta contribuisce in modo notevole alla teoria delle variabili casuali e alla teoria statistica delle decisioni.
Tra le altre cose fa da tramite culturale tra il mondo scientifico sovietico e quello occidentale traducendo articoli dal russo. Durante il pensionamento contribuisce alla Encyclopedia of Statistical Sciences.

## Scritti
- Masstabinvariante Korrelationstheorie, 1940
- On the distribution of the rank correlation coefficient t when the variates are not independent in Biometrika, 1947
- A class of statistics with a symptotically normal distribution, 1948
- A nonparametric test for independence, 1948
- The central limit theorem for dependent random variables (coautore Herbert Robbins), 1948
- "Optimum" nonparametric tests, 1951
- A combinatorial central limit theorem, 1951
- The large-sample power of test based on permutations of observations, 1952
- On the distribution of the expected values of the order statistics, 1953
- The efficiency of tests (coautore J. R. Rosenblatt), 1955
- On the distribution of the number of successes in independent trials, 1956
- Distinguishability of sets of distributions. (The case of independent and identically distributed random variables.), (coautore Jack Wolfowitz), 1958
- Lower bounds for the expected sample size and the average risk of a sequential procedure, 1960
- Probability inequalities for sums of bounded random variables, 1963